# Union Sportive Dacquoise
Union Sportive Dacquoise es un club de rugby francés de la ciudad de Dax, Landas.
Actualmente, participa en la liga francesa Pro D2, el segundo nivel competitivo del país.
Por otro lado, ha sido cinco veces finalista del Top 14.

## Palmarés

### Torneos nacionales
- Subcampeón de Francia en 1956, 1961, 1963, 1966 y 1973.
- Desafío Yves Du Manoir (Copa de Francia) en 1957, 1959, 1971 y 1982.

### Torneos internacionales
- Cuartos de final de la Copa de Europa en 1997.

## Jugadores internacionales con Francia
- 127 - Bernard Lavigne (1920)
- 128 - Abel Guichemerre (1920)
- 130 - Maurice Biraben (1920)
- 160 - Charles Lacazedieu (1923)
- 167 - Marcel Loustau (1923)
- 168 - Hector Fargues (1923)
- 245 - Joseph Augé (1929)
- 391 - Paul Lasaosa (1951)
- 439 - Pierre Albaladejo (1954)
- 470 - Roland Darracq (1957)
- 493 - Jean Othats (1960)
- 509 - Marcel Cassiède (1961)
- 530 - Jean-Claude Lasserre (1963)
- 557 - Claude Dourthe (1967)
- 561 - Jean-Pierre Lux (1967)
- 595 - Bernard Dutin (1968)
- 605 - Jean-Louis Azarete (1969)
- 609 - Pierre Darbos (1970)
- 610 - Jean-Pierre Bastiat (1970)
- 631 - Bertrand Vinsonneau (1972)
- 718 - Laurent Rodriguez (1981)
- 719 - Marc Sallefranque (1981)
- 720 - Jean-Patrick Lescarboura (1982)
- 730 - Jacques Bégu (1983)
- 766 - Dominique Bouet (1989)
- 767 - Olivier Roumat (1989)
- 773 - Thierry Lacroix (1989)
- 833 - Richard Dourthe (1995)
- 838 - Fabien Pelous (1995)
- 844 - Raphaël Ibañez (1996)
- 857 - Olivier Magne (1996)
- 859 - Ugo Mola (1996)
- 883 - Pascal Giordani (1999)
- 914 - Mathieu Dourthe (2000)
- 994 - Julien Brugnaut (2008)
- 1010 - Renaud Boyoud (2008)
- 1013 - Matthieu Lièvremont (2008)

(El primer número indica la posición de la lista de jugadores que han debutado con Francia, no los partidos disputados.)
- Datos: Q1319827
- Multimedia: US Dax / Q1319827